# Atletismo nos Jogos Olímpicos de Verão de 2024 - Salto em altura masculino
A prova do salto em altura masculino do atletismo nos Jogos Olímpicos de Verão de 2024 ocorreu em 7 e 10 de agosto de 2024 no Stade de France, em Paris. Um total de 31 atletas de 22 Comitês Olímpicos Nacionais (CON) participaram do evento.

## Qualificação
Cada Comitê Olímpico Nacional (CON) poderia inscrever no máximo três atletas qualificados em cada evento individual. Para o salto em altura masculino, o período de qualificação foi entre 1 de julho de 2023 a 30 de junho de 2024.

## Formato
O salto em altura consiste de duas fases (classificação e final). Na classificação houve dois grupos distintos de saltadores, sendo eliminados se cometessem três falhas consecutivas, seja em uma única altura ou entre várias alturas se tentassem avançar antes de passar por uma altura específica.
A altura padrão na fase eliminatória foi de 2,29 metros, sendo que todos que ultrapassaram essa marca avançaram para a final. Um mínimo de 12 atletas precisaria avançar para a final; se menos de 12 fizessem a marca de qualificação, seriam classificados os atletas subsequentes (incluindo os empatados após o uso das regras de desempate).
A final teve saltos começando logo abaixo da marca padrão e aumentando gradualmente, continuando até que todos os saltadores fossem eliminados.

## Calendário
Horário local (UTC+2)
| Data                 | Horário | Fase          |
| -------------------- | ------- | ------------- |
| 7 de agosto de 2024  | 10:05   | Classificação |
| 10 de agosto de 2024 | 19:00   | Final         |

## Medalhistas
| Ouro   | NZL Hamish Kerr        |
| Prata  | USA Shelby McEwen      |
| Bronze | QAT Mutaz Essa Barshim |

## Recordes
Antes desta competição, os recordes mundiais e olímpicos da prova eram os seguintes:
| Tipo | Atleta           | Marca  | Local     | Data                |
| ---- | ---------------- | ------ | --------- | ------------------- |
|      | Javier Sotomayor | 2,45 m | Salamanca | 27 de julho de 1993 |
|      | Charles Austin   | 2,39 m | Atlanta   | 28 de julho de 1996 |

## Resultados
Saltos
- Válido (o)
- Inválido (x)
- Dispensado (–)

### Classificação
Todos os atletas que alcançarem a marca de classificação de 2,29 m (Q) ou pelo menos os 12 melhores atletas (q) avançam à final.
| Pos. | Grupo | Atleta             | CON                | 2.15 | 2.20 | 2.24 | 2.27 | Marca | Notas                |
| ---- | ----- | ------------------ | ------------------ | ---- | ---- | ---- | ---- | ----- | -------------------- |
| 1    | A     | Shelby McEwen      | USA Estados Unidos | o    | –    | o    | o    | 2.27  | q                    |
| 2    | B     | Hamish Kerr        | NZL Nova Zelândia  | o    | xxo  | xo   | o    | 2.27  | q                    |
| 3    | A     | Mutaz Essa Barshim | QAT Catar          | o    | o    | o    | xo   | 2.27  | q                    |
| 3    | A     | Woo Sang-hyeok     | KOR Coreia do Sul  | o    | o    | o    | xo   | 2.27  | q                    |
| 5    | A     | Ryoichi Akamatsu   | JPN Japão          | o    | o    | xxo  | xo   | 2.27  | q,                   |
| 6    | A     | Stefano Sottile    | ITA Itália         | o    | o    | o    | xxx  | 2.24  | q                    |
| 6    | B     | Gianmarco Tamberi  | ITA Itália         | –    | o    | o    | xxx  | 2.24  | q                    |
| 8    | B     | Romaine Beckford   | JAM Jamaica        | o    | xo   | o    | xxx  | 2.24  | q                    |
| 9    | A     | Brian Raats        | RSA África do Sul  | o    | xxo  | o    | xxx  | 2.24  | q                    |
| 9    | A     | Jan Štefela        | CZE Chéquia        | o    | xxo  | o    | xxx  | 2.24  | q                    |
| 11   | B     | Oleh Doroshchuk    | UKR Ucrânia        | o    | o    | xo   | xxx  | 2.24  | q                    |
| 12   | B     | Tihomir Ivanov     | BUL Bulgária       | o    | xo   | xo   | xxx  | 2.24  | q                    |
| 13   | B     | Brandon Starc      | AUS Austrália      | xxo  | xo   | xo   | xxx  | 2.24  | Recorde da temporada |
| 14   | A     | Luis Zayas         | CUB Cuba           | o    | o    | xxo  | xxx  | 2.24  |                      |
| 15   | A     | Luis Castro        | PUR Porto Rico     | o    | o    | xxx  |      | 2.20  |                      |
| 15   | B     | Fernando Ferreira  | BRA Brasil         | o    | o    | xxx  |      | 2.20  |                      |
| 15   | B     | Erick Portillo     | MEX México         | o    | o    | xxx  |      | 2.20  |                      |
| 15   | A     | Edgar Rivera       | MEX México         | o    | o    | xxx  |      | 2.20  |                      |
| 19   | B     | Thomas Carmoy      | BEL Bélgica        | o    | xo   | xxx  |      | 2.20  |                      |
| 19   | B     | JuVaughn Harrison  | USA Estados Unidos | o    | xo   | xxx  |      | 2.20  |                      |
| 19   | A     | Wang Zhen          | CHN China          | o    | xo   | xxx  |      | 2.20  |                      |
| 22   | A     | Alperen Acet       | TUR Turquia        | xxo  | xo   | xxx  |      | 2.20  |                      |
| 23   | B     | Yual Reath         | AUS Austrália      | o    | xxo  |      |      | 2.20  |                      |
| 23   | B     | Tomohiro Shinno    | JPN Japão          | o    | xxo  | xxx  |      | 2.20  |                      |
| 25   | B     | Sarvesh Kushare    | IND Índia          | o    | xxx  |      |      | 2.15  |                      |
| 25   | A     | Vladyslav Lavskyy  | UKR Ucrânia        | o    | xxx  |      |      | 2.15  |                      |
| 27   | B     | Joel Baden         | AUS Austrália      | xo   | xxx  |      |      | 2.15  |                      |
| 28   | A     | Vernon Turner      | USA Estados Unidos | xxo  | xxx  |      |      | 2.15  |                      |
|      | A     | Donald Thomas      | BAH Bahamas        | xxx  |      |      |      | NM    |                      |
|      | B     | Tobias Potye       | GER Alemanha       | xxx  |      |      |      | NM    |                      |
|      | B     | Andriy Protsenko   | UKR Ucrânia        | xxx  |      |      |      | NM    |                      |

### Final
Os atletas que alcançarem as melhores marcas em menos tentativas conquistam as medalhas.
| Pos.              | Atleta             | CON                | Competição | Competição | Competição | Competição | Competição | Competição | Competição | Desempate | Desempate | Desempate | Marca | Notas                |
| Pos.              | Atleta             | CON                | 2.17       | 2.22       | 2.27       | 2.31       | 2.34       | 2.36       | 2.38       | 2.38      | 2.36      | 2.34      | Marca | Notas                |
| ----------------- | ------------------ | ------------------ | ---------- | ---------- | ---------- | ---------- | ---------- | ---------- | ---------- | --------- | --------- | --------- | ----- | -------------------- |
| Medalha de ouro   | Hamish Kerr        | NZL Nova Zelândia  | o          | o          | o          | xxo        | o          | o          | xxx        | x         | x         | o         | 2.36  | =                    |
| Medalha de prata  | Shelby McEwen      | USA Estados Unidos | o          | o          | o          | o          | xxo        | o          | xxx        | x         | x         | x         | 2.36  | Recorde pessoal      |
| Medalha de bronze | Mutaz Essa Barshim | QAT Catar          | –          | o          | o          | o          | o          | xx-        | x          |           |           |           | 2.34  | Recorde da temporada |
| 4                 | Stefano Sottile    | ITA Itália         | o          | o          | o          | xo         | o          | xxx        |            |           |           |           | 2.34  | Recorde pessoal      |
| 5                 | Ryoichi Akamatsu   | JPN Japão          | o          | o          | xo         | o          | xxx        |            |            |           |           |           | 2.31  | Recorde pessoal      |
| 6                 | Oleh Doroshchuk    | UKR Ucrânia        | o          | o          | xo         | xo         | xxx        |            |            |           |           |           | 2.31  | Recorde pessoal      |
| 7                 | Woo Sang-hyeok     | KOR Coreia do Sul  | o          | o          | xo         | xxx        |            |            |            |           |           |           | 2.27  |                      |
| 8                 | Tihomir Ivanov     | BUL Bulgária       | xo         | o          | xo         | xxx        |            |            |            |           |           |           | 2.27  | Recorde da temporada |
| 9                 | Jan Štefela        | CZE Chéquia        | xxo        | o          | xxx        |            |            |            |            |           |           |           | 2.22  |                      |
| 10                | Romaine Beckford   | JAM Jamaica        | o          | xo         | xxx        |            |            |            |            |           |           |           | 2.22  |                      |
| 11                | Gianmarco Tamberi  | ITA Itália         | –          | xxo        | xxx        |            |            |            |            |           |           |           | 2.22  |                      |
| 12                | Brian Raats        | RSA África do Sul  | o          | xxx        |            |            |            |            |            |           |           |           | 2.17  |                      |

Legenda
| Recorde mundial      | Recorde mundial (World record)               |                       | Recorde africano                      | Recorde africano (African) |                                           | Q | Classificado por posição (Qualified) |
| Recorde olímpico     | Recorde olímpico (Olympic record)            | Recorde da América    | Recorde da América (Americas)         | q                          | Classificado por melhor tempo (Qualified) |   |                                      |
| Melhor marca do ano  | Melhor marca do ano (World leading)          | Recorde asiático      | Recorde asiático (Asian)              | DNS                        | Não largou (Did not start)                |   |                                      |
| Recorde nacional     | Recorde nacional (National record)           | Recorde europeu       | Recorde europeu (European)            | DNF                        | Não terminou (Did not finish)             |   |                                      |
| Recorde pessoal      | Recorde pessoal do atleta (Personal best)    | Recorde da Oceania    | Recorde da Oceania (Oceania)          | DSQ / DQ                   | Desclassificado (Disqualified)            |   |                                      |
| Recorde da temporada | Recorde da temporada do atleta (Season best) | Recorde sul-americano | Recorde sul-americano (South America) | NM                         | Sem marca (No mark)                       |   |                                      |